# Komitee der Antifaschistischen Widerstandskämpfer

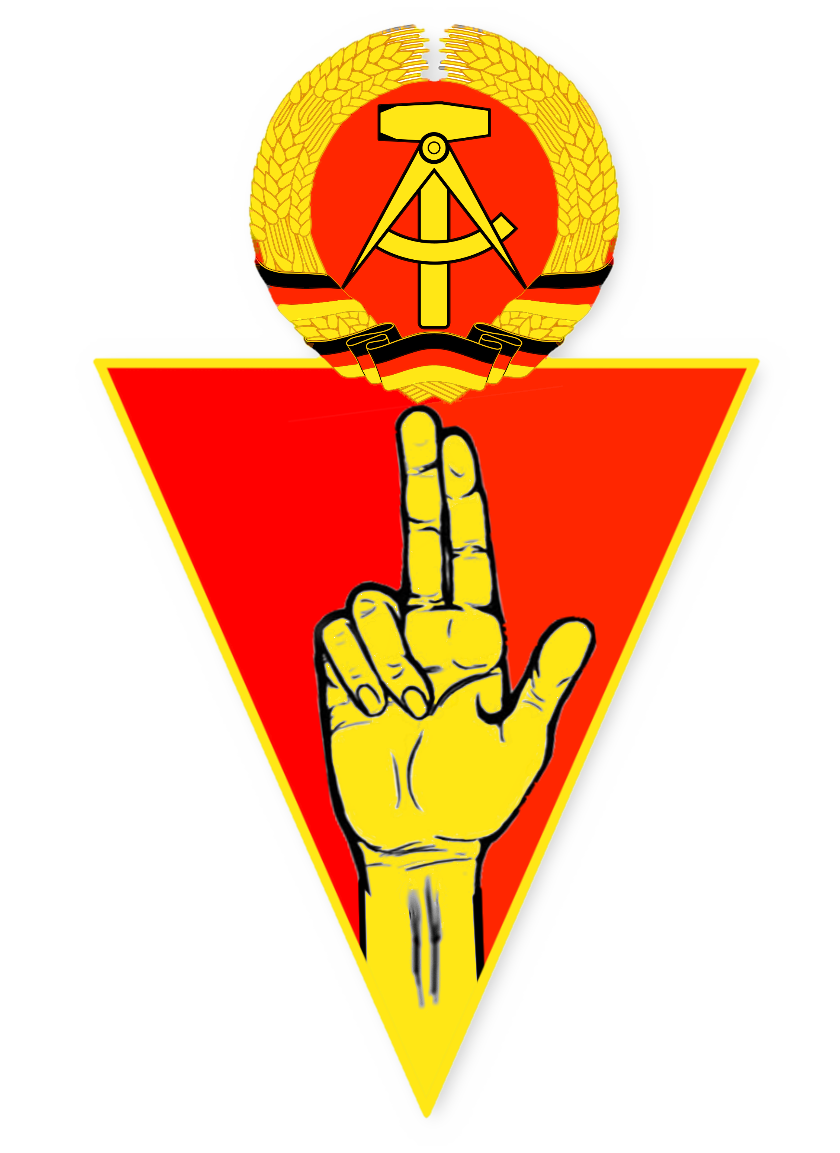
Emblem

Das Komitee der Antifaschistischen Widerstandskämpfer (KdAW) war in der DDR eine Organisation zur antifaschistischen Traditionspflege.

## Geschichte
Das Komitee löste die 1953 in der DDR aufgelöste Vereinigung der Verfolgten des Naziregimes (VVN) ab. Es war eine eng mit der SED verbundene Organisation. Ohne selbst Mitglied zu sein, arbeitete das Komitee eng mit der Nationalen Front zusammen.
„Den Ehrentitel ‚Widerstandskämpfer‘ verdient nur, wer auch heute die Führung der Partei der Arbeiterklasse anerkennt,“ wie es in einer Erklärung aus dem Jahr 1958 hieß. Die Mitglieder erhielten die Medaille für Kämpfer gegen den Faschismus 1933 bis 1945 und hatten Anspruch auf Sonderzuwendungen in Form von Ehrenpensionen. Vor allem seit das Gedenken an den Widerstand ab den 1970er Jahren eine wachsende innenpolitische Rolle in der DDR spielte, nahm auch die Bedeutung des KdAW zu.
Zeitzeugen in Schulen sollten Informationen zum Widerstand gegen den Nationalsozialismus vermitteln und spielten damit eine wichtige Rolle in der „historisch-revolutionären Traditionspflege“.
Das KdAW war als Nachfolger der VVN Mitglied in der Internationalen Föderation der Widerstandskämpfer (FIR).
1990 übernahm nach der friedlichen Revolution in der DDR der Interessenverband ehemaliger Teilnehmer am antifaschistischen Widerstand, Verfolgter des Naziregimes und Hinterbliebener, kurz Interessenverband der Verfolgten des Naziregimes (IVVdN), die Nachfolge des Komitees. Das Vermögen des Verbandes (1,7 Millionen Euro) wurde 1991 von der Treuhandanstalt beschlagnahmt. Im Oktober 2002 wurde der IVVdN Mitglied des Bundesverbandes der Vereinigung der Verfolgten des Naziregimes – Bund der Antifaschistinnen und Antifaschisten.

## Organisationsaufbau
Die Führung des KdAW bildete die Zentralleitung, aus deren Mitgliedern das Präsidium und Sekretariat gewählt wurden.
Untergliedert war das KdAW in Bezirks- und Kreiskomitees. Die Organisation hatte 1983 etwa 2500 Mitglieder. Untergliederungen waren unter anderem:
- die Sektion ehemaliger „Spanienkämpfer“,
- die Sektion ehemaliger „Kämpfer in den Armeen der Antihitlerkoalition“,
- die Arbeitsgemeinschaft ehemaliger Häftlinge des Zuchthauses Brandenburg und
- Arbeitsgemeinschaften für Insassen verschiedener Konzentrationslager.[5]